# زلزال أربينيا 1732
زلزال أربينيا 1732 هو زلزالٌ وقعَ في مقاطعة أفيلينو في إيطاليا بتاريخ 29 نوفمبر 1732. بلغت شدتهُ 6.6 على مقياس درجة العزم.